# De plastieken walvis
De plastieken walvis is het 50ste stripverhaal van Jommeke. De reeks wordt getekend door striptekenaar Jef Nys.

## Personages
- Jommeke
- Flip
- Filiberke
- professor Gobelijn
- Anatool
- kleine rollen : Pekkie, Annemieke, Rozemieke, verschillende Mexicanen (Pedro, schipper, scheepshersteller, president, ...), ...

## Verhaal
Jommeke krijgt een telegram van professor Gobelijn die hem vraagt zo snel mogelijk te komen. Hij bevindt zich in het onbekende Jambajochie aan de Grote Oceaan in Mexico. Met het vliegtuig en de trein bereiken Jommeke, Flip en Filiberke de stad waarna ze dankzij de plaatselijke bevolking naar de verblijfplaats van de professor aan de afgelegen kust gebracht worden. Daar zien de vrienden de professor net via een speciaal duikerspak boven water komen. De vrienden volgen de professor met een duikpak naar de bodem van de oceaan en zien daar de plastieken walvis, een speciale duikboot die de professor maakte in een nieuw soort plastic om zeer diep te kunnen duiken. De professor wil de duikboot geheimhouden.
De Mexicaan die de vrienden bij de professor bracht, zag het duikpak van de professor ook en vertelt het nieuws rond in het dorp. Daar wordt het door een journalist opgepikt. Hij trekt op onderzoek uit en ontdekt de plastieken walvis. Het nieuws haalt de kranten zonder dat de vrienden daarvan weten. Ook in België hoort Anatool van de uitvinding en besluit hij bij de professor meer informatie te zoeken. Zo ontvangt hij een brief voor de professor waar een anonieme man de professor vraagt het goud uit een gezonken goudschip op te halen met zijn walvis en het goud voor de armen in Mexico te gebruiken. Anatool verstuurt de brief naar de professor en vertrekt naar de baai van Mokapaka waar hij de walvis opwacht.
De vrienden vinden ondertussen het gezonken schip en de kisten met goudstaven. De vrienden verbergen de walvis in een grot langs de kust en trekken met een motorboot naar de haven waar ze een schipper bereid vinden om naar de baai te varen en de kisten te helpen opladen. Anatool is hen gevolgd en overmeestert de schipper, waarna hij zich vermomt. Ondertussen laten Jommeke en Filiberke alle goudkisten met ballons naar boven drijven. Eenmaal alle kisten aan boord gebracht zijn, overmeestert Anatool de vrienden. Hij vergeet echter Flip die de motor van het schip saboteert. Terwijl Anatool met een roeiboot naar de kust vaart om een hersteller te vinden, bevrijden de vrienden zichzelf en de schipper. Ze kunnen Anatool overmeesteren, maar hij slaagt er toch in te ontsnappen. Eenmaal terug in de haven belt de professor de president van Mexico om het goud te overhandigen. Het moet dienen om de bevolking werk te verschaffen. De professor krijgt een kist voor zijn werk.

## Achtergronden bij het verhaal
- Dit is een schattenverhaal waarbij een nieuwe uitvinding van de professor gebruikt wordt om een schat te vinden. Die schat moet daarna tegen aartsvijand Anatool beschermd worden. Zoals vaak wordt de schat daarna voor goede doelen gebruikt.
- De plastieken walvis wordt in dit gelijknamige album geïntroduceerd. De duikboot van de professor laat de vrienden toe om onder water tot grote diepten te duiken en te reizen naar verre plaatsen. De vliegende bol waarmee later de meeste grote reizen gemaakt worden, was toen nog niet in gebruik in de reeks. De walvis zal in verschillende albums voorkomen.
- De vrienden trekken ten tweede male naar Mexico waar ze twee fictieve plaatsen bezoeken. Zoals steeds bij een bezoek aan een Spaanstalig land, wordt het zogenaamde 'Jommekesspaans' bovengehaald en wordt bij elk woord een '-os' geplakt.
- Dit is het vierde album op rij waarin Anatool de tegenstander van Jommeke is.